# Ahmed Ali (football)
Ahmed Ali Salem Khamis Al Abri est un footballeur émirati né le 28 janvier 1990 à Abou Dhabi. Il évolue au poste d'attaquant au Baniyas SC.

## Palmarès

### En club
- Al-Wahda
  - Champion des Émirats arabes unis en 2010
- Baniyas SC
  - Vice-Champion des Émirats arabes unis en 2011